# Ostrower Platz
Der Ostrower Platz, niedersorbisch Wótšojske naměsto, ist ein Platz in der Stadt Cottbus in Brandenburg. Er befindet sich im Stadtteil Mitte und ist im Wesentlichen der Dorfanger der früher eigenständigen und 1872 nach Cottbus eingegliederten Gemeinde Ostrow, die heute vollständig in der Cottbuser Innenstadt aufgegangen ist. Mehrere Gebäude um den Platz herum stehen unter Denkmalschutz.

## Geschichte
Das Dorf Ostrow wurde im Jahr 1498 erstmals urkundlich erwähnt und war als kleines Kossätendorf um den Dorfanger herum angelegt. Im 17. Jahrhundert gruppierten sich insgesamt 35 Bauernhäuser in zusammenhängender Bebauung um den Platz. 1872 wurde Ostrow nach Cottbus eingemeindet, im darauffolgenden Jahr wurden viele der Höfe durch einen Großbrand zerstört. Danach entwickelte sich Ostrow zum Zentrum der Tuchindustrie in Cottbus, da auf den entstandenen Freiflächen zahlreiche Tuchfabriken errichtet wurden. Am nördlichen Teil des Platzes wurde 1890 die Halle der Enke-Fabrik gebaut. Ein früher am westlichen Rand des Platzes befindlicher Friedhof wurde 1893 eingeebnet und die freigewordene Fläche später als Marktplatz genutzt.
In den 1960er Jahren wurde ein Teil des Ostrower Platzes zu einem Busbahnhof umgebaut. Im Jahr 2018 erfolgte eine weitere umfangreiche Umgestaltung des Platzes. Dabei wurde der nördliche Teil zu einem Parkplatz umgebaut, auf dem südlichen Teil wurde ein Kinderspielplatz errichtet. Die Kosten für den Umbau betrugen etwa 1,7 Millionen Euro.

## Baudenkmale

### Ostrower Platz 8

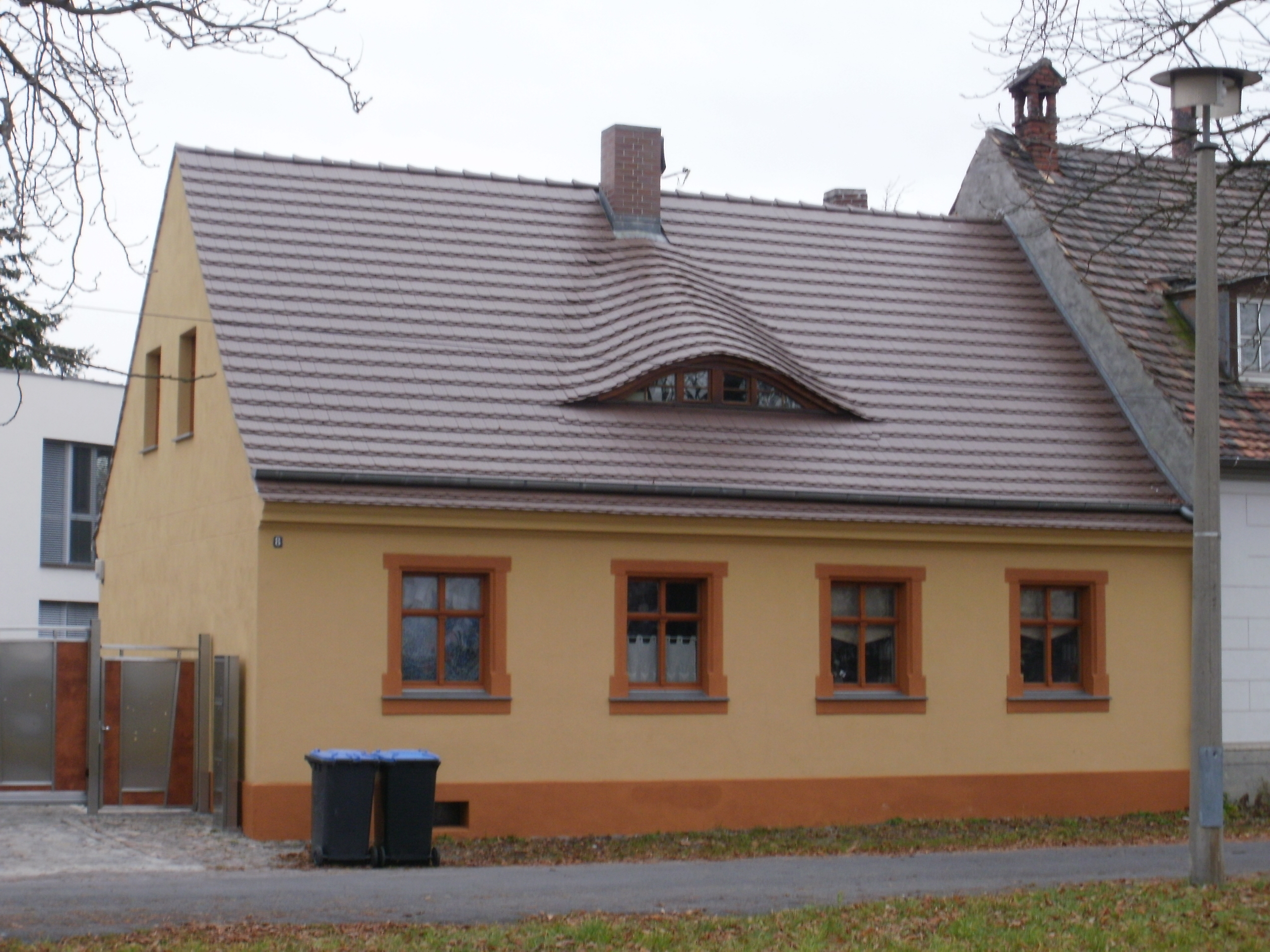
Ostrower Platz 8 (2011)

Das frühere Bauernhaus am Ostrower Platz 8 wurde Anfang des 19. Jahrhunderts errichtet. Es ist ein traufständiger Putzbau aus Ziegelmauerwerk auf einem trapezförmigen Grundriss. An der dem Ostrower Platz zugewandten Seite hat das eingeschossige Gebäude vier Fenster mit eingeritzter Putzrahmung, auf dem Satteldach befindet sich auf einer Seite eine Fledermausgaube. Der Haupteingang befindet sich auf der Hofseite. Unter dem Gebäude liegt sich ein bauzeitlicher Hochkeller; der historische Dachstuhl ist ebenfalls erhalten. Der Innenhof ist mit Feldsteinen gepflastert. Anfang der 1880er Jahre wurde das Grundstück von dem Färbereibesitzer Franz Geisler gekauft.

### Ostrower Platz 9–13

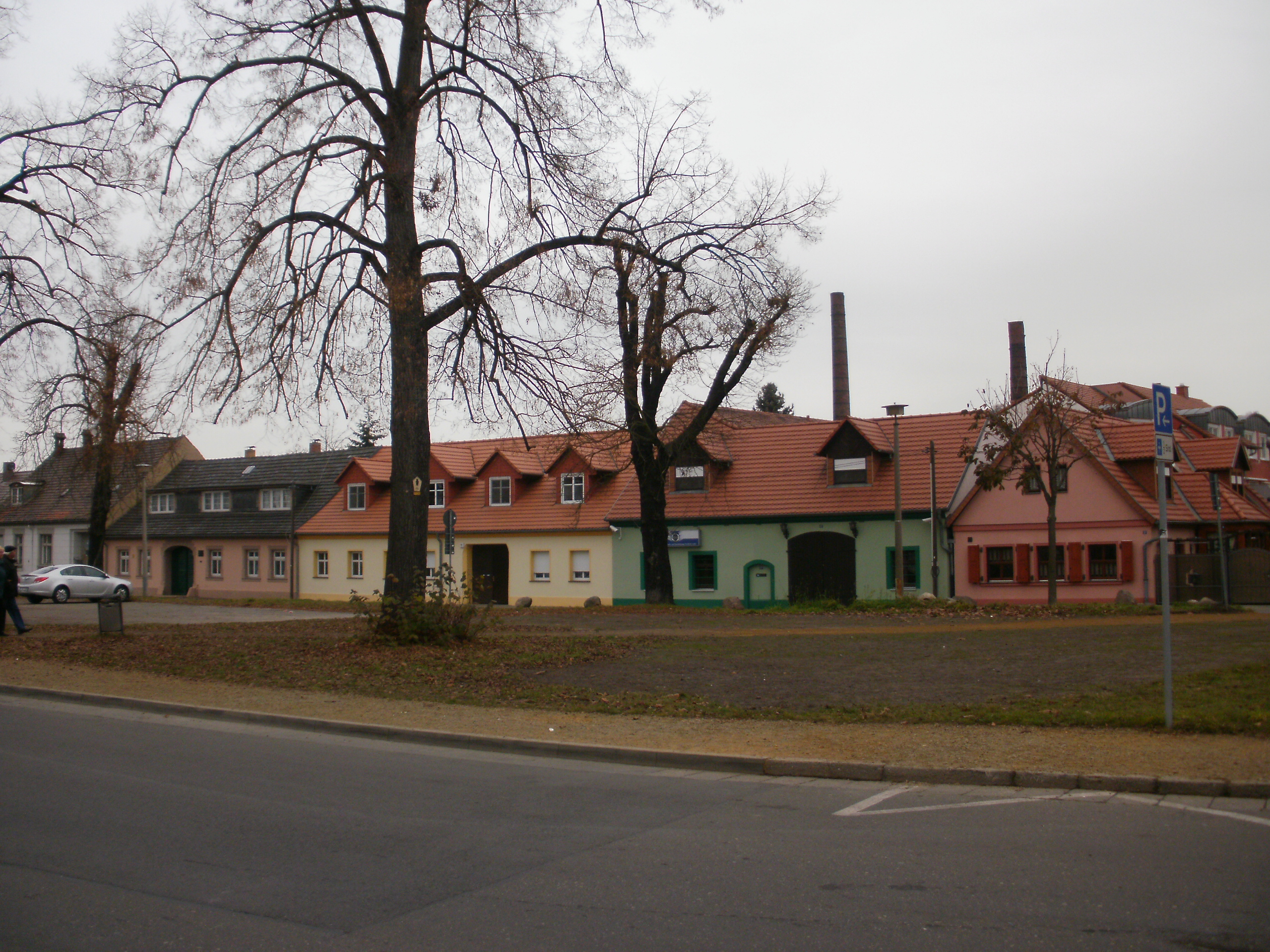
Ansicht der Häuserzeile Ostrower Platz 9–13 (2011)

Die Häusergruppe Ostrower Platz 9–13 wurde zwischen Anfang des 19. Jahrhunderts (Nr. 13) und 1855 (Nr. 12) errichtet. Sie sind alle traufständig und haben Satteldächer, die aufgrund der unterschiedlichen Bauzeiträume verschiedene First- und Traufhöhen aufweisen. Das Gebäude am Ostrower Platz 9 wurde im Jahr 1841 für den Ackerbürger Kotzan errichtet, ein zuvor an dieser Stelle befindliches Fachwerkhaus wurde abgerissen. Im Jahr 1901 wurde das Wohnhaus von dem Gärtner Paul Reglick gekauft; dieser ließ das Gebäude durch die Cottbuser Baufirma Hermann Pabel & Co. sanieren. Dabei wurden die Taufe angehoben und die Raumaufteilung geändert. Des Weiteren erfolgte entlang der Hofgrenze der Bau eines zweigeschossigen Seitenflügels. Die Fassade des Hauses am Ostrower Platz 9 ist mit Quaderputz gegliedert. In der südlichen Achse befindet sich neben den drei Fenstern eine rechteckige Hofdurchfahrt, die Fenster und die Durchfahrt sind mit einer bandartigen Rahmung versehen. Die Holzsprossenfenster wurden im Jahr 1901 eingebaut.
Das Haus am Ostrower Platz 10 wurde um 1850 als Wohnhaus für den Dachdeckermeister Pein errichtet und in den 1930er Jahren ausgebaut und modernisiert. Das sechsachsige Gebäude hat eine Tordurchfahrt mit Korbbogenabschluss und fünf Fenster mit teils geohrten Faschen. Das zweiflügelige Tor ist bauzeitlich. Im Innenhof liegt der Gebäudeeingang an einer Treppe mit Balustergeländer. Entlang der Grundstücksgrenze erstreckt sich ein zweigeschossiges Wirtschaftsgebäude mit Sichtziegelmauerwerk, das teilweise als offener Lagerschuppen ausgebildet ist. Das Haus Nummer 11 wurde in der ersten Hälfte des 19. Jahrhunderts gebaut und 1860 von dem Tuchfabrikanten Eduard Kahle gekauft. Die Fassade des Hauses ist glatt verputzt und hat ein Traufgesims, die Durchfahrt ist mit Natursteinpflaster belegt und an der Decke mit Holzbalken verkleidet.
Das Gebäude mit der Anschrift Ostrower Platz 12 wurde zwischen 1846 und 1855 gebaut und kam Ende der 1860er Jahre in den Besitz des Tuchfabrikanten Adolf Eschenhagen; dieser lebte bis 1897 dort. Nach 1990 wurde das Haus saniert. Die Fassade hat eine im südlichen Bereich angeordnete Durchfahrt. Die historische Gebäudeausstattung existiert größtenteils nicht mehr, jedoch steht das Gebäude als Teil des schützenswerten Gesamtensembles ebenfalls unter Schutz. Das Haus Ostrower Platz 13 ist als einziges der historischen Wohnhäuser an der Ostseite des Platzes giebelständig ausgerichtet und stammt im Kern vermutlich noch aus der Anfangszeit des 19. Jahrhunderts. Nach 1990 wurde das Bauwerk umfangreich saniert und modernisiert, unter anderem der Dachstuhl wurde erneuert.

### Ostrower Platz 16–17

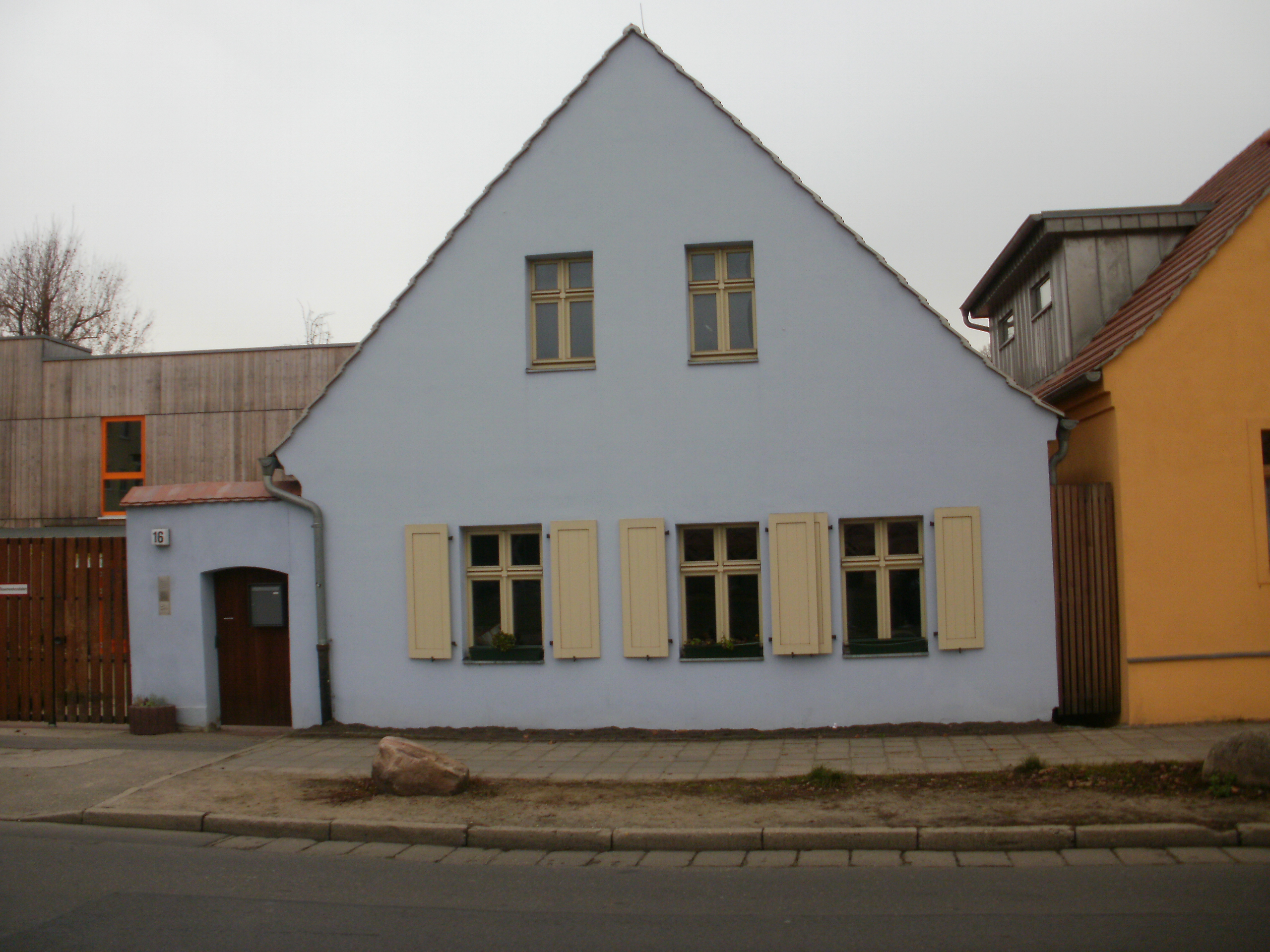
Ostrower Platz 16 (2011)

Das Wohnhaus am Ostrower Platz 16 wurde im späten 18. oder frühen 19. Jahrhundert für den Ackerbesitzer Georg Kieschke gebaut und blieb jahrelang im Familienbesitz. Auguste Löber, eine Nachfahrin Kieschkes, hinterließ ihr Vermögen einer Stiftung, aus der das Auguste-Stift begründet wurde. Das Gebäude wurde als Fachwerkhaus gebaut und in den Jahren 1873 und 1874 zu einem Doppelhaus erweitert. Die Außenwände des Fachwerkbaus wurden vollständig als Mauerwerkswände erneuert. Die zur Straße ausgerichtete Giebelseite ist schlicht gestaltet, an der Langseite befinden sich eine weitere Fensterreihe und die beiden Hauseingänge. Der westliche Giebel ist als Stufengiebel ausgebildet. Die dicht an das Nachbarhaus angrenzende Nordseite ist fensterlos. Das Haus ist teilweise mit Tonnengewölbe unterkellert.
Der alte Teil des Hauses hat ein Kehlbalkendach mit großen Sparrenabständen, die Konstruktion wurde bei einer Neueindeckung des Dachs mit Windrispen verstärkt. Der neuere Gebäudeteil hat einen doppelt stehenden Stuhl. Zum Ostrower Platz hin wird der Hof durch eine kleine Mauer mit Flachbogentor abgeschlossen. An der Südseite des Hofes steht eine verputzte Ziegelscheune. Das Haus wird heute zusammen mit einem südwestlich angrenzenden Neubau von einem Kindergarten genutzt.

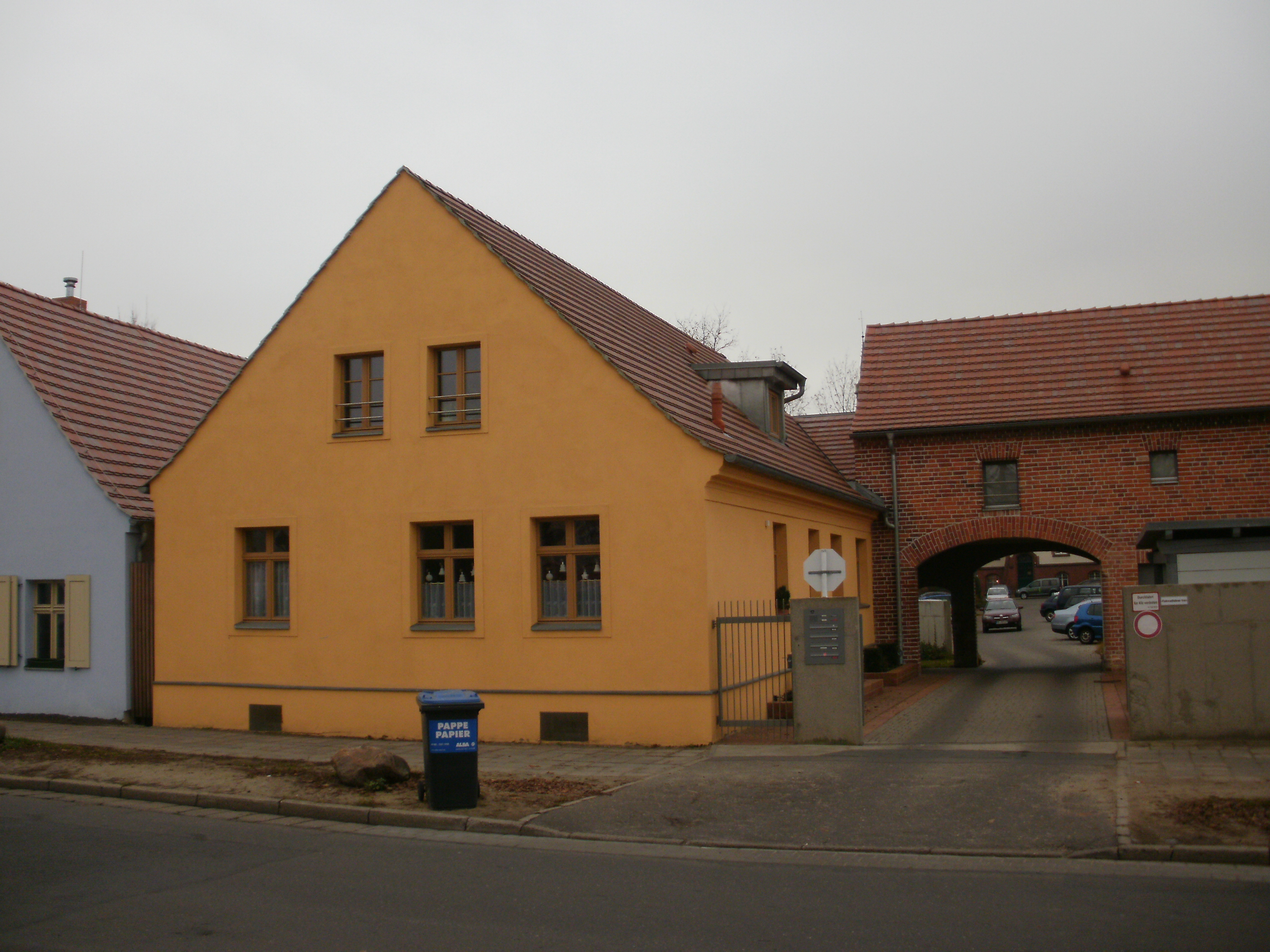
Ostrower Platz 17 (2011)

Das Haus mit der Anschrift Ostrower Platz 17 wurde Anfang des 19. Jahrhunderts gebaut und gehörte seit etwa 1830 einem Friedrich Bertram. Spätestens 1907 kam das Haus in den Besitz der Auguste-Stiftung. Der eingeschossige giebelständige Bau hat einen niedrigen Sockel mit zwei Lichtöffnungen. Die Giebelseite hat ungleichmäßig angeordnete Fenster, die mit glatten Putzbändern gefasst sind. Der Eingang zum Haus befindet sich an der dem Hof zugewandten Traufseite. Die Raumaufteilung entspricht jener eines Ernhauses, was auf eine frühere Nutzung als Wohnstallhaus schließen lässt. Die Wirtschaftsgebäude im Hof wurden im späten 19. Jahrhundert gebaut.

### Enke-Fabrik

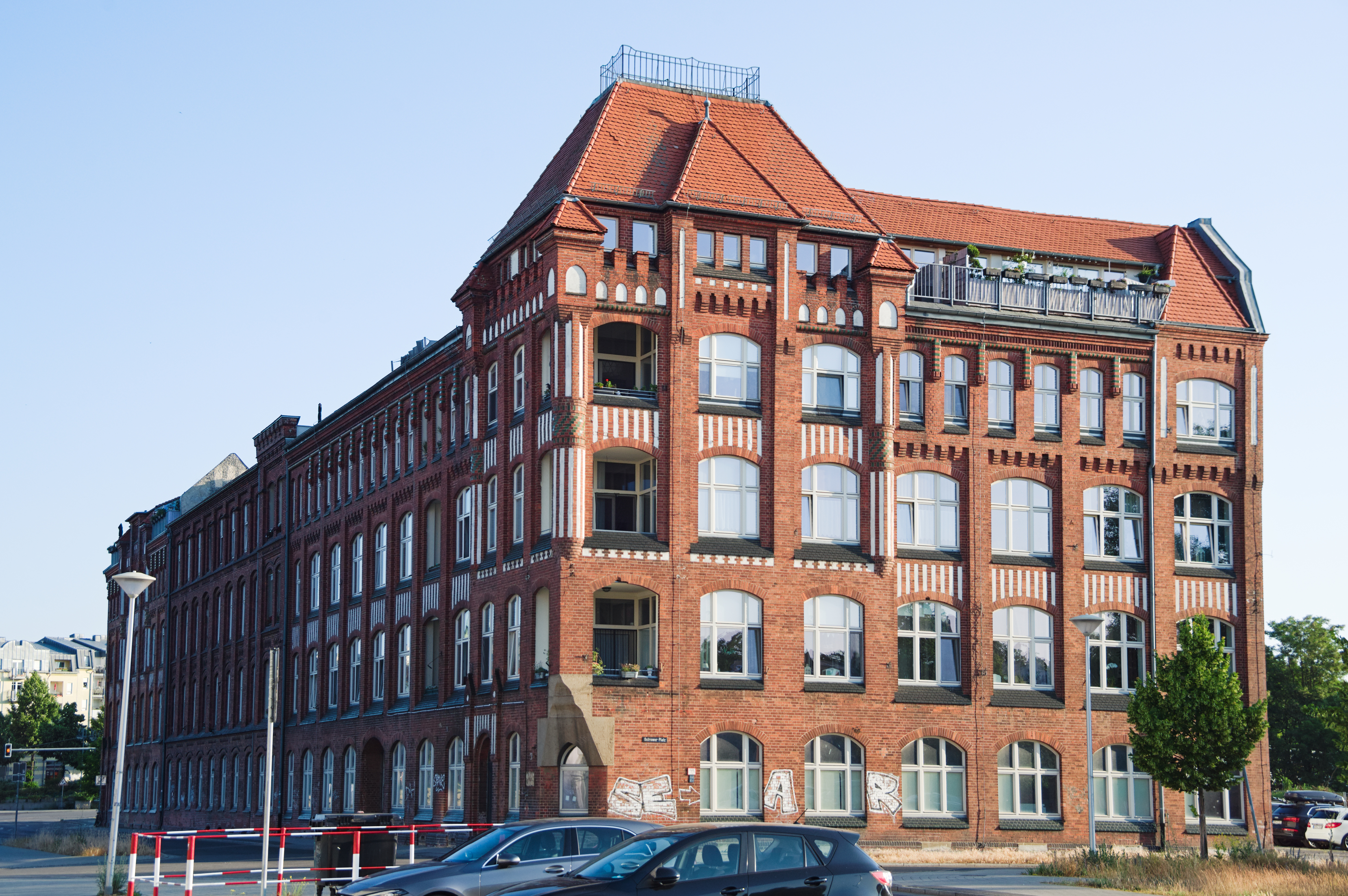
Ansicht der Enke-Fabrik vom Ostrower Platz aus (2023)

Im Norden wird der Ostrower Platz durch das Fabrikgebäude der ehemaligen Enke-Fabrik begrenzt. Das Gebäude wurde im Jahr 1890 errichtet und erstreckt sich entlang der in den Platz einmündenden Briesmannstraße in Richtung der Cottbuser Altstadt. Der an den Ostrower Platz anschließende Teil der Fabrik wurde 1908 nach Planungen und unter Leitung des Architekten Arthur Patzelt errichtet. Das acht- zu vierachsige Gebäude ist eine Stahlbetonkonstruktion mit einem Berliner Dach über dem am Ostrower Platz stehenden Gebäudeteil. Die Fassade ist mit Klinkern verblendet und mit weißen Putzblenden und glasierten Ziegeln gegliedert. Die segmentbogigen Fenster haben Fensterbänke mit grün glasierten Formsteinen. An der Südseite befindet sich zudem ein Seitenrisalit mit abgewalmtem Zwerchdach.
Ab 2016 wurde die damals leerstehende Enke-Fabrik durch die Stadt Cottbus zu einem Wohnhaus umgebaut. Dabei entstanden bis 2018 zunächst im südlichen Gebäudeteil Loftwohnungen.

## Naturdenkmale

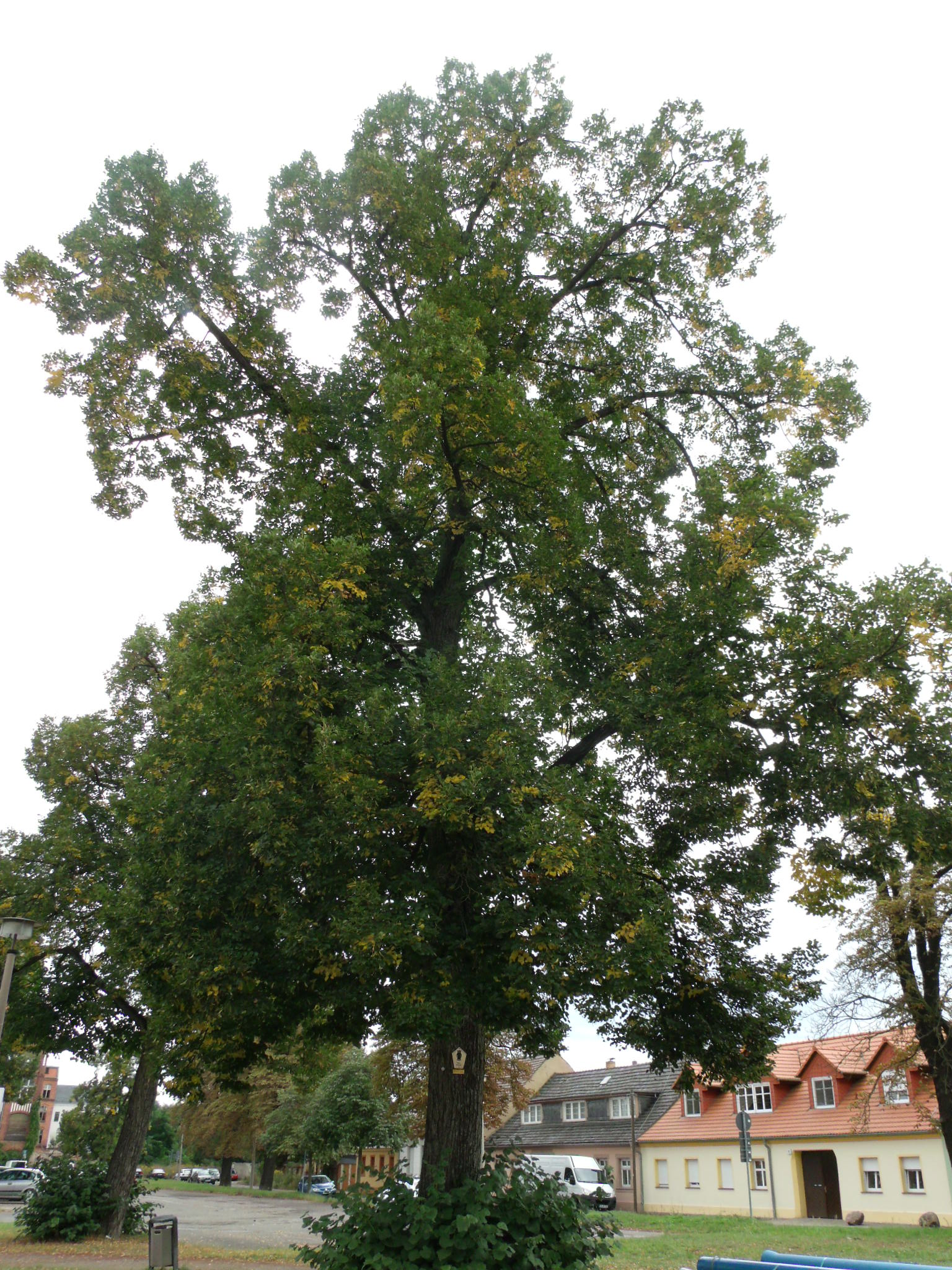
Winterlinde auf dem Ostrower Platz (2013)

Zwei Winterlinden und zwei Rosskastanien auf dem Ostrower Platz stehen als Naturdenkmale unter Schutz. Sie sind jeweils zwei von ursprünglich fünf vorhandenen Winterlinden und elf Rosskastanien und wurden in den 1920er Jahren auf dem Anger gepflanzt.